# 索瑪麗與森林之神
《索瑪麗與森林之神》，是一部由創作的日本漫畫作品。2015年4月26日，本作於ZENON COMIC的網路漫畫網站「Web Comic Zenyon」上開始連載。單行本由德間書店出版，中文版則由青文出版社代理。
2019年3月，動畫製作組宣佈將本作電視動畫化，並於2020年1月播映。
2020年12月22日因作者暮石ヤコ因身體狀況而無法繼續連載，因此宣布終止連載。

## 故事簡介
這個世界被異形生物所支配，而人類則處於食物鏈的最底層，並面臨滅絕的危機。
某天，一名人類少女與森林守護者「哥雷姆」相遇，為了尋找少女的父母而與偽裝成「牛角族」的人類少女展開踏上尋找人類住民的旅途。

## 登場人物
索瑪麗（聲：水瀨祈）
本作主角之一。人類種少女，平時戴着有角的帽子，用以偽裝為「牛角族」。在森林里被「爸爸」撿到，其後與它一同展開旅途。
後期劇情揭露過去為奴隸商人所販賣的商品之一，但其商隊在途經哥雷姆的森林時發生意外，在喪失以前記憶的情況下，碰巧遇到哥雷姆。
哥雷姆（聲：小野大輔）
本作主角之一。哥雷姆種，曾經是森林的守護者。擁有1000年的壽命，能夠與動物溝通。
沒有名字，被索瑪麗稱作「父親」。在「撿到」索瑪麗後，為了尋找她的真正父母而與她一同展開旅途。在最初遇到靜野時透露已經活了998年253天，只剩1年112天能夠活動。
本身自認沒有感情，對索瑪麗的各種行為 (不論生理或是心理層次) 均表示無法理解，但隨著旅行其心境開始慢慢出現變化。
靜野 / 錫佐（聲：七海弘希）
身穿和服的小鬼族藥師，小男孩外型但已經成年，和八柱同居於森林小屋，個性很俏皮但也有腹黑的一面，依據自身觀察推測索瑪麗為人類，但仍疼愛索瑪麗，與哥雷姆達成協議，當前者壽命將至時會接手照顧索瑪麗。
八柱 / 亞巴希（聲：鈴木達央）
身穿和服的鬼族男性，很會做料理和家事，本身也會武術，是靜野的助手，和靜野同居於森林小屋，對邋遢的靜野有時會感到頭疼，將索瑪麗視為如同妹妹般疼愛，後期得知索瑪麗為人類，但仍將保護她視為第一要務。
烏佐伊（聲：早見沙織）
哈勒庇厄族少女，和海德拉一起旅行，知道索瑪麗是人類而接近她，想利用其性命替海德拉治病，後來得知海德拉為殺母仇人而一時無法接受真相，但在海德拉試圖自殺時斥責他不該逃避事實，對海德拉有超越其殺母仇人的深厚感情。
海德拉（聲：小野友樹）
人類種男性，平時帶著鳥型面具偽裝成法爾科荷魯族，和烏佐伊一起旅行，是索瑪麗和哥雷姆旅行碰到的第一個人類。
過去為倖存的人類之一，但其村莊遭受襲擊，為了活命殺害烏佐伊的母親，吃下其血肉後身體發生異變，也遇到年幼的烏佐伊，帶著贖罪的心情將烏佐伊撫養長大。
吉吉拉（聲：小林優）
長毛修里加拉族少年，因哥雷姆前往他家開的餐館賺取旅費，而和索瑪麗成為朋友。
個性很活潑淘氣，曾帶索瑪麗前往地下洞穴冒險。
穆斯里卡（聲：速水獎）
槌蛇組的成員之一，負責看守地下洞穴的嚮導，一開始被索瑪麗畏懼，但在地下洞穴救了索瑪麗與吉吉拉一命。
之後被揭露為吉吉拉所景仰的對象，幫助索瑪麗取得了地下洞穴中的獨特植物-夜醒花。
在索瑪麗生病期間，試著開導不懂感情的哥雷姆並同時告知索瑪麗在地下洞穴所做的一切。

## 出版書籍
| 卷數 | 德間書店       | 德間書店               | 青文出版社     | 青文出版社             |
| 卷數 | 發售日期       | ISBN                   | 出版日期       | ISBN                   |
| ---- | -------------- | ---------------------- | -------------- | ---------------------- |
| 1    | 2015年11月20日 | ISBN 978-4-19-980313-0 | 2018年10月22日 | ISBN 978-986-356-619-9 |
| 2    | 2016年6月20日  | ISBN 978-4-19-980351-2 | 2019年3月7日   | ISBN 978-986-356-746-2 |
| 3    | 2017年3月18日  | ISBN 978-4-19-980400-7 | 2019年5月15日  | ISBN 978-986-356-834-6 |
| 4    | 2017年12月20日 | ISBN 978-4-19-980465-6 | 2019年7月15日  | ISBN 978-986-356-979-4 |
| 5    | 2018年8月20日  | ISBN 978-4-19-980510-3 | 2019年12月16日 | ISBN 978-986-512-176-1 |
| 6    | 2019年4月20日  | ISBN 978-4-19-980560-8 | 2020年3月5日   | ISBN 978-986-512-263-8 |

## 電視動畫

### 製作人員
- 原作：《索瑪麗與森林之神》（WEB Comic Zenyon連載／North Stars Pictures）
- 監督：安田賢司
- 系列構成：望月真里子
- 角色設計：伊藤郁子
- 美術監督：
- 色彩設計：中村千穗
- 音響監督：濱野高年
- 音樂演出：佐藤恭野
- 音樂效果：出雲範子
- 動畫製作：SATELIGHT

### 主題曲
片頭曲

作詞：御徒町凧，編曲：河野圭，作曲、主唱：森山直太朗
片尾曲

作曲：櫻澤光，編曲：白戶佑輔，作詞、主唱：索瑪麗（水瀨祈）

### 各話列表
| 話數   | 日文標題 | 中文標題                  | 劇本       | 分鏡              | 演出              | 作畫監督                                              | 總作畫監督        |
| ------ | -------- | ------------------------- | ---------- | ----------------- | ----------------- | ----------------------------------------------------- | ----------------- |
| 第1話  |          | 旅行的父女                | 望月真里子 | 安田賢司          | 佐藤英一          | 田中穰                                                | 伊藤郁子          |
| 第2話  |          | 野草與鬼族之家            | 望月真里子 | 安田賢司          | 野崎真代          | 伊藤亞矢子、鶴元慎子、畑智司                          | 伊藤郁子          |
| 第3話  |          | 洞穴之下的海洋            | 望月真里子 | 安田賢司          |                   | 今西亨、吉川美貴、Kim Myeongsim                       | 田中穰 伊藤郁子   |
| 第4話  |          | 如愿之花与许下的约定      | 望月真里子 | 安田賢司          | 三浦慧            | 本田敬一、三島詠子、緒方步惟 梁博雅、若山和人、山口菜 | 田中穰 伊藤郁子   |
| 第5話  |          | 飄搖之鳥                  | 永井真吾   | 安田賢司          | 大久保朋 野崎真代 | 武内啓                                                | 田中穰 伊藤郁子   |
| 第6話  |          | 棲息於地的花朵仰望鳥兒    | 永井真吾   | 安田賢司          | 岩田義彥          | 高木玲奈、松浦美穗、大木比呂 吉田巧介                 | 田中穰 伊藤郁子   |
| 第7話  |          | 追逐魔女的蹤跡            | 望月真里子 | 和田純一          | 小高義規          | 本田敬一、古藤行也、時永宣幸                          | 伊藤郁子 大橋幸子 |
| 第8話  |          | 与祈愿诉说 那段相遇与羁绊 | 望月真里子 | 和田純一          | 名和宗則 安川央里 | 本田敬一、齊藤佳子、秋田英人 福地和浩                 | 伊藤郁子 大橋幸子 |
| 第9話  |          | 日日夜夜的回忆            | 永井真吾   | 安田賢司 野崎真代 | 野崎真代          | 小園菜穗、長沼智也、吉川美貴                          | 井上英紀 田中穣   |
| 第10話 |          | 幼子与绿之城塞            | 永井真吾   | 安田賢司 平池芳正 | 三好              | 吉岡勝、扇多惠子                                      | 堀内修、田中穣    |
| 第11話 |          | 保护者与剥夺者            | 望月真里子 | 安田賢司          | 野崎真代          | 小島、武内啓、時永宜幸                                | 田中穣            |
| 第12話 |          | 父女之间 心心相连         | 望月真里子 | 安田賢司          | 安田賢司          | 堀内修、井上英紀、伊藤亚矢子 長坂宽治、Cho Yongju     | 伊藤郁子          |

### 劇情大綱
| 集數 | 標題                                | 首播日期      |
| --- | ----------------------------------- | ------------- |
| 1 | 旅行的父女                | 2020年1月9日  |
| 森林守護者哥雷姆某日在森林中發現被鐵鍊綁住的人類女孩索瑪麗，他便開始照顧索瑪麗，並允許她稱自己為父親。哥雷姆帶著索瑪麗在各城市間旅行，尋找人類蹤跡，但怪物與人類的戰爭使人類幾乎滅絕，倖存者或與世隔絕，或淪為奴隸或食物。索瑪麗也因此必須在旅途中偽裝成牛角族。在城裡購物時，索瑪麗追著貓進入小巷，並在貓顯現出身為怪物的真實身分後陷入危機，哥雷姆及時解救了索瑪麗，並前往下個目的地。雖然哥雷姆責怪索瑪麗四處亂跑，但他也注意到索瑪麗充滿十足好奇心，因此開始牽她的手，確保她不會遠離自己。                                     |                                     |               |
| 2 | 野草與鬼族之家            | 2020年1月16日 |
| 索瑪麗在河邊吃早餐時發現一隻有角的兔子，追逐過程中摔傷了膝蓋，名為靜野的小鬼族藥師出現，表示願意協助包紮，並將他們帶回住處。在治好索瑪麗後，哥雷姆請靜野教他配藥的方法，而靜野索取了一塊哥雷姆的外殼作為報酬。在此期間，索瑪麗和靜野的助手八柱一起做家務，以彌補哥雷姆為了自己而給出的碎片，而靜野也後悔提出這項報酬，哥雷姆向靜野表示，他不想再目睹索瑪麗受傷。夜裡，索瑪麗熟睡後，哥雷姆向靜野表示自己必須盡快找到索瑪麗的雙親，因為再過一年多的時間，自己的機能就會停止。次日，哥雷姆和索瑪麗繼續踏上旅程。                     |                                     |               |
| 3 | 洞穴之下的海洋            | 2020年1月23日 |
| 在步行數日後，哥雷姆和索瑪麗抵達沙漠都市，由於旅費不足，哥雷姆在小餐館內擔任服務生攢錢。索瑪麗和旅館老闆之子吉吉拉成為好友，由於哥雷姆的工作繁忙，索瑪麗覺得很孤單，便和吉吉拉在城裡各處辦事兼遊玩，哥雷姆最初覺得不妥，後來勉強答應。索瑪麗自己和哥雷姆的旅程結束後會就此分離，吉吉拉便帶索瑪麗到地下洞窟中找可以實現願望的發光花朵，但在此期間，索瑪麗驚動了洞裡的蘑菇怪，所幸狼人穆斯里卡現身拯救了他們。 |                                     |               |
| 4 | 如愿之花与许下的约定      | 2020年1月30日 |
| 穆斯里卡是地下的守護者，也是吉吉拉的師父。他們深入探查洞窟後找到了花朵，但被巨大的蜥蜴形怪物阻攔，該怪物判斷索瑪麗的願望和心意十分真誠，便將他們放行。他們很晚才回到餐館，起初哥雷姆責罵了索瑪麗，讓索瑪麗傷心地跑回房間，但在穆斯里卡解釋原委後，哥雷姆向她道歉。吉吉拉的父親向哥雷姆表示，身為人父是一條漫長的學習之路。 |                                     |               |
| 5 | 飄搖之鳥                  | 2020年2月6日  |
| 數日後，哥雷姆和索瑪麗進入沙漠，遇見哈比族少女烏佐伊及生病的法爾科荷魯族男子海德拉。他們一同旅行橫越沙漠，但烏佐伊發現索瑪麗是人類。海德拉其實是人類，他的病正緩慢地將他變成哈比族。趁索瑪麗與哥雷姆分離時，烏佐伊攻擊索瑪麗，想取她的血並聲稱這可以治療海德拉。 |                                     |               |
| 6 | 棲息於地的花朵仰望鳥兒    | 2020年2月13日 |
| 海德拉察覺到烏佐伊的異樣，並和哥雷姆一起去救索馬麗，之後海德拉透露自己的故事。海德拉過去和妻女過著快樂的生活，在戰爭期間，他們遭到怪物攻擊，為了供給妻女食物，海德拉殺死一位哈比族女性並和妻女分食其肉，但妻女因此被便成了哈比族並死亡，海德拉雖未身亡，但也逐漸轉變成哈比族，之後他遇見了烏佐伊，方知自己剛才殺死的是烏佐伊的母親。海德拉隱瞞了這一點，與烏佐伊旅行並試圖彌補她。烏佐伊偷聽到了這些回憶，次日他們繼續在沙漠中旅行，並遭到怪物攻擊，原先海德拉打算犧牲自己拯救烏佐伊，但烏佐伊原諒了海德拉，並要求他要為自己而活。 |                                     |               |
| 7 | 追逐魔女的蹤跡            | 2020年2月20日 |
| 看到海德拉和烏佐伊的承諾後，哥雷姆感到內疚，向海德拉透露自己即將毀滅的事，海德拉建議他們到傳說中匯聚所有智慧的村莊。之後他們分道揚鑣，跋山涉水後，哥雷姆和索瑪麗抵達傳說中的魔女村莊後，到圖書館內調查資料，在魔女姊妹的幫助下找到《哈萊索的傳記》，但他們遭到以書為食的書蟲襲擊，哥雷姆為了救索瑪麗而盡力戰鬥，也因此失去許多外殼。雖然沒能保住書本，但魔女在檢查借閱紀錄後，發現此書唯一一次的借閱紀錄是在304年前，而唯一讀過此書的人是圖書館館長依索妲。                                                                        |                                     |               |
| 8 | 与祈愿诉说那段相遇与羁绊  | 2020年2月27日 |
| 哥雷姆和索瑪麗尋地圖找到年邁體衰的依索妲，依索妲表示自己是《哈萊索的傳記》的作者，書中描述自己祖先菲歐多拉與人類相處的經歷。小時候的菲歐多拉在騎掃帚時，遇上暴風雨並墜落在人類村莊，該村莊由名為哈萊索的哥雷姆統領。菲歐多拉隱瞞自己的身分並很快地融入村莊，因為她知道自己身為魔女的身分一旦暴露，將遭受不友善的對待，但最終菲歐多拉依然為了拯救朋友而自曝身分，並因此離開村莊。依索妲說完故事後不久便逝世了，她表示很高興能在辭世前遇到索瑪麗這位友善的人類，並表示「世界盡頭之地」可能有人類。                                   |                                     |               |
| 9 | 日日夜夜的回忆            | 2020年3月5日  |
| 在前往下個目的地的途中，哥雷姆和索瑪麗為了避雨而進入樹屋，哥雷姆用裡面的材料做舒芙蕾給索瑪麗，而她吃到一半時發現牙齒鬆動了。靜野和八柱野來到此處躲雨，之後與他們同行。次日，他們來到亞西基鎮找牙醫，索瑪麗很怕看牙，所以對哥雷姆說謊。之後他們遇到三個流氓，混戰之中，索瑪麗的牙齒掉了，於是索瑪麗被帶回牙醫診所。牙醫索瓦克表示這是乳牙，讓索瑪麗安了心。在住宿時，旅店老闆委託哥雷姆和八柱擔任保鑣，靜野向哥雷姆確認了索瑪麗的人類身分。                                                                                         |                                     |               |
| 10 | 幼子与绿之城塞            | 2020年3月12日 |
| 哥雷姆回憶起自己與索瑪麗的初遇。某日哥雷姆在森林巡邏時發現翻覆的馬車以及被俘為奴隸並已身亡的人類，還發現被鎖鏈綁住的女孩。女孩開始稱哥雷姆為爸爸，並始終跟隨他，久而久之，哥雷姆也開始關心她，並將她命名為索瑪麗，帶她一起離開森林尋找人類。哥雷姆語畢後透露自己大限將至。次日，哥雷姆和八柱到鎮上擔任保鑣，靜野負責照顧索瑪麗，並建議她送禮給哥雷姆以表謝意。之後，旅店老闆娘羅莎到索瑪麗那裡送物資，儘管她看起來很友善，但當晚她便聯絡先前的流氓，告訴他們索瑪麗可能是人類。                                                     |                                     |               |
| 11 | 保护者与剥夺者            | 2020年3月19日 |
| 在保鑣工作結束後，索瑪麗送給哥雷姆自製的繩環，而哥雷姆也剛好送了一樣的禮物。之後哥雷姆發現先前的流氓要捉索瑪麗，他們趕忙逃到洞穴中避難，在那裏的羅莎假裝為他們帶路，實際上是將其引入陷阱中。哥雷姆試圖戰鬥，但他的身體急速耗弱，並失去了一隻手。當索瑪麗被流氓捉住時，哥雷姆的型態改變並開始發狂。 |                                     |               |
| 12 | 父女之间 心心相连         | 2020年3月26日 |
| 哥雷姆鎖定流氓並攻擊他們，讓他們落荒而逃，哥雷姆緊追在後，在哥雷姆即將殺死羅莎時，索瑪麗阻止了他並使他恢復平靜。之後，哥雷姆清醒過來並道歉，他也注意到自己可活動的時間所剩不多了。次日，他們到了一個正在舉辦祭典的小鎮，在索瑪麗觀看表演時，哥雷姆悄悄離去，索瑪麗以為與哥雷姆離別的時刻已到，便四處找他並在森林中發現他。哥雷姆以自己先前失控為例，表示若自己不在，索瑪麗會過得比較好，但索瑪麗請他留下。雙方締下新的承諾，哥雷姆向索瑪麗表示自己會永遠陪著索瑪麗。                                                               |                                     |               |

### 藍光BOX
| 卷數 | 發行日期      | 收錄話數      | 規格編號 |
| ---- | ------------- | ------------- | -------- |
| 上   | 2020年2月28日 | 第1話～第6話  | MOVC-282 |
| 下   | 2020年4月24日 | 第7話～第12話 | MOVC-283 |

## 外部連結
- 原作連載網站 （页面存档备份，存于）（日語）
- 電視動畫官方網站（日語）
- 動畫官方的X（前Twitter）（日語）